# فيمي جوزيف
فيمي جوزيف (بالإنجليزية: Femi Joseph)‏ (21 ديسمبر 1990 في نيجيريا - ) هو لاعب كرة قدم نيجيري في مركز الوسط. شارك مع منتخب نيجيريا تحت 17 سنة لكرة القدم. أما مع النوادي، فقد لعب مع نادي كايالا الترفيهي وAyia Napa FC ‏ وليبرتي بروفشنالز ‏.

## وصلات خارجية
- فيمي جوزيف على موقع Soccerway.com (الإنجليزية)